# Indira Gandhi
Indira Prisiyadarshini Gandhi (Allahabad, 19. studenog 1917. – New Delhi, 31. listopada 1984.), indijska političarka. Premijerka Indije (1966. – 1977.; 1980. – 1984.) i jedna od vodećih ličnosti Pokreta nesvrstanih, čija je kontroverzna politička karijera završila atentatom koji su izveli Sikijski zavjernici.

## Životopis
Indira Priyadarshini Gandhi rođena je 19. studenog 1917. godine u mjestu Allahabadu, kao jedino dijete Jawaharlala Nehrua, kasnije prvog indijskog premijera. Diplomirala je na Visva-Bharati sveučilištu u Bengalu, također je studirala na sveučilištu u Oxfordu u Velikoj Britaniji. Od rane mladosti aktivna je u omladinskim, studentskim i ženskim organizacijama. Godine 1938. pridružila se Nacionalnoj Kongresnoj stranci i postala aktivna u pokretu za indijsku nezavisnost. Godine 1942. udala se za Feroza Gandhija, pariškog odvjetnika koji je također bio aktivni član stranke. Uskoro nakon toga oboje su Britanci uhitili zbog optužbe za protudržavnu djelatnost te su proveli 13 mjeseci u zatvoru. Kada je Indija stekla nezavisnost 1947. godine i Nehru zauzeo premijersko mjesto, Indira je postala njegova službena domaćica. Nehru joj se često obraćao za savjet po pitanju nacionalnih problema, a ona ga je pratila i na putovanjima u inozemstvo.
Godine 1955. izabrana je u izvršno tijelo Kongresne stranke (Radni komitet), postajući tako samostalna nacionalna politička figura. Godine 1959. postala je predsjednik stranke na period od godinu dana. Godine 1962. za vrijeme kinesko-indijskog pograničnog rata koordinirala je aktivnosti civilne obrane. Nakon smrti njegog oca u svibnju 1964. godine Gandhi je postala ministar informacija i javnogovornica u vladi Lal Bahadur Shastrija. Boraveći na toj dužnosti povećala je vrijeme emitiranja radijskog i tv programa, liberalizirala cenzuru te je odobrila projekt planiranja obitelji preko televizijskih obrazovnih emisija. Kada je u siječnju 1966. godine Shastri iznenada preminuo Indira ga je naslijedila na premijerskom mjestu. Naredne godine izabrana na rok od pet godina za premijerku u parlamentu u kojem je Kongresna stranka imala većinu. Na izborima 1971. godine bila je čelna osoba stranke dobivajući na nacionalnim izborima uvjerljivu većinu glasova. Godine 1975. optužena je za manji izborni prekršaj za vrijeme izborne kampanje održane 1971. godine. Ostajući neokaljana u toj aferi optužila je dio svoje stranke da je pokušava ukloniti s funkcije te je umjesto podnošenja ostavke u državi proglasila izvanredno stanje 26. lipnja 1975. godine sve dok indijski Vrhovni sud nije odbacio optužbe koju su upućene protiv nje.
Što je više boravila na vlasti Indira je mnoge aspekte javnog života u Indiji sve više stavljala pod svoj strogi nadzor. Mnogi su u tim njenim potezima vidjeli utjecaj njenog mlađeg sina Sanjaya, politički neiskusne osobe kome se sve više obraćala za pomoć. Nadajući se kako će tako demonstrirati javnu podršku njenom režimu, organizirala je u ožujku 1977. godine opće izbore. Međutim ne samo da nakon proglašavanja izbornih rezultata više nije bila premijerka već je nije izabrana ni za zastupnicu u indijski parlament, a Kongresna stranka je doživjela strašan poraz. No, na izborima u siječnju 1980. godine uspjela je napraviti spektakularni povratak te oformiti većinsku vladu. Nakon što je Sanjay poginuo u avionskoj nesreći iste godine u lipnju, počela se sve više oslanjati na svog starijeg sina Rajiva, vidjeći u njemu svog nasljednika. Dana 31. listopada 1984. godine, nakon što je ugušila pobunu Sikha, smrtno ju je ranio Sikh koji je bio pripadnik garde koja je bila zadužena za njenu sigurnost. Nakon tog nemilog događaja Rajiv je vršio dužnost premijera sve do 1989. godine. On je ubijen u jeku predizborne trke u Madrasu 21. svibnja 1991. godine.

## Vanjske poveznice
|  | Zajednički poslužitelj ima stranicu o temi Indira Gandhi |